# M3〜ソノ黒キ鋼〜
『M3〜ソノ黑キ鋼〜』（エムスリー ソノクロキハガネ）は、2014年4月から9月まで日本で放送されたテレビアニメ。2014年3月13日に正式に発表された。
「M3」はもとは「Mortal Metal Memories」の略だったが、正式な意味は決定されなかった（放送終了時点）。サブタイトルには旧字体の「黑」を使用するが、公式サイトでは「黑」を使用し、公式ツイッターでは「黒」を使用する等表記の揺れは許容されている。また、公式サイトのタイトルでは波ダッシュ（〜）ではなくハイフンマイナス（-）が使用されている。
謎の空間「無明領域」の出現と共に目撃されるようになった怪異「イマシメ」と、それを狩る重機「マヴェス」のパイロットである8人の少年少女の戦いが描かれる。

## あらすじ
10年前、東京に異空間「無明領域」が出現した。空間内部ではあらゆる物質が黒い結晶「屍鋼」（シバガネ）と化し、空間近辺では全体が屍鋼で構成される活動体「イマシメ」が目撃されるようになった。無明領域による災害からの復興を目的とする企業「イクス」は、イマシメに対抗手段するため次世代型可動肢重機「マヴェス」を開発する。
マヴェスのパイロット候補生として、鷺沼アカシ、破先エミル、出羽ササメ、波戸イワト、霞ライカ、真木ミナシ、弓月マアム、伊削ヘイトらが招集され、チーム「ガルグイユ」の構成員として訓練を行う。訓練中に現れたイマシメを倒したアカシ達は、聴けば9日以内に死ぬという無明領域の番人「躯」（ムクロ）の唄を聴き、噂の通りアカシ達と共に唄を聴いていたアカシ達の教官が死亡する。
「教官、そしてエミルが被害者となり、死神なら躯を倒せるという伝説が囁かれるようになる」という内容のマアムが書いていた小説を見つけ出したエミルは、「死神」とは何かマアムに問う。マアムによれば、ある病院で死んだ人の霊が集まったヴェスが地下に封印されており、それが死神であるという噂が流れたことがあったという。エミルとヘイトが病院の地下に向かうと、マヴェス「アージェント」があった。乗り込んだヘイトの意志と関係なくアージェントは自分で動き出すが、アカシが乗り込むと停止する。
その翌日、派遣されてきた須崎自衛官の元、ガルグイユのパイロット候補生の無人島訓練が行われる。バラバラに空挺降下後に全候補生が集結し通信機を起動させるというものだったが、各候補生は突如誰かに呼ばれるような感覚を覚え、その結果難なく全候補生が集合する結果に至る。それは誰もが、幼いころに無明領域に全員いたというイメージであったが、それに関する前後記憶が欠落していた。

## 登場人物

### チーム・ガルグイユ
突如結成された、無明領域の調査チーム。主にイクスに所在していた学生や関係者で構成されている。全員幼少期に一度会っていることが示唆されているが、その間の記憶が欠落しており、詳細は不明。しかしこの8人の共振率は高く、無人島訓練でも連絡手段が無い中、何も段取りを決めてないにもかかわらず合流できた（その際に、共に行動していた2人組が帰還後の訓練において、同調率の高い者同士がパートナーに任命されている）。
実は、10年前に無明領域が生じたとき、そこに取り残されながら唯一の生還できた「神隠しの子供たち」と呼ばれる存在。生還できた理由は、屍鋼化に対抗できる「九ノ樹（ここのき）」の存在を知っていたツグミ・ササメ・ミナシの3人が、友達として彼らを保護していたことによる。
鷺沼 アカシ（さぎぬま アカシ）
声 - 松岡禎丞、井上麻里奈（幼少期）
主人公。汎用多腕重機「ヴェス」の高い操縦技術を持つ少年。チームに選抜される前は、九久ノ智学園在籍の学生2年。アージェントに乗り込み、受け入れられる。兄であるアオシが自分より優秀であったため、家の中では窮屈さを感じていた過去があり、自分が「死ね」と思った矢先に、両親と兄が死んでしまったことを引きずっているらしく、度々思い出している。特にアオシに関しては、幼いころに調査中の死去告知が下された時は無意識に歪んだ笑みを浮かべるほど疎んじてた心根があった。アージェントのことを気味悪く思っており、時々見える映像から、人を殺したことがあるのではないかと疑っており、カサネのアージェントを人間のように扱っていることも、疑うことに拍車をかけている。無人島訓練ではエミルと共に行動し、仲間たちと合流した。また、帰還後の無明領域突入任務では、エミルを気づかい任務に志願するが、逆にエミルは死んでしまい、さらには自分がエミルの話をちゃんと聞けていなかったことから、深く後悔していた。シロガネに搭載されていたデータレコーダーを無明領域から回収する任務の際に、シロガネの胸部パーツを発見したことで、アージェントに染み込んでいた（正確には染み込んでいるのではない）アオシの記憶がフラッシュバックしてしまう。精神汚染を受けながらも何とか脱出するが、アオシの記憶を見たことからカサネに対して冷たい態度を取るようになる。その後、ガルグイユを脱退し、普通の生活に戻ろうとするが、途中に出会ったササメの言葉と夏入に見せられたデータレコーダーのデータ、カサネとの和解によってガルグイユに戻る。無明領域に取り残されたヘイトを救出する作戦に向かうアージェントのコクピットの中で、アージェントを完全に受け入れる決意をする。パートナーは人間ではないが、1番共振率が高かったためパイロット兼パートナーとしてアージェントが当てられている。
破先 エミル（はざき エミル）
声 - 日笠陽子
九久ノ智学園で派遣の清掃員からパイロット養成コースに抜擢される。明るい性格と打算的な本質の2面性を持つ少女。この2面性は、過去に両親が死に、災害補償金目的で親戚に引き取られた際に、学校での虐めや親戚の家での毎日によって性格が歪んでしまったため。中学卒業後は、まっさきに親戚の家を出て働き始めていた。ガルグイユのメンバーに選ばれたことには「自分を馬鹿にした奴らを見返すチャンス」という思いが強く、訓練には誰より必死。身体の腹部から太ももにかけてイマシメの体表面のように黒くなっていて、「イマシメ化」の恐怖を感じながらも仲間たちには何とか隠していた。しかし、無人島訓練の夜にヘイトにバレてしまい、さらに、訓練から帰還してからもイマシメ化が進行し、左腕まで侵食されてしまう。追い打ちをかけるように、パートナーであるヘイトからは「自分がイマシメになってしまう」という恐怖に煽られ、無明領域突入任務で身体に異変が起こり、周りに小型のイマシメを出現させ、暴走状態になってしまう。すぐに暴走は収まり、ヴェスから救出された後はイクス本部の医療施設に運ばれるも、翌日の朝に屍鋼に全身を覆われ死亡する前に、2号機セーヴルのLIMとなった。最後にアカシに向けた言葉である「躯を倒して」は、アカシの心に深く根付いている。
出羽 ササメ（いずりは ササメ）
声 - 小岩井ことり
健康検査のため、遅れて編入した少女。他のメンバーからは「普通」と言われる。「躯」の側にいた少女と酷似しているが、髪型が違う。無人島訓練ではミナシと合流し、歌を歌うことで共鳴現象を起こした。帰還後の無明領域突入任務後にエミルの死を知り、深く落ち込んだが、ミナシの言葉に動かされ、マアムの代わりに夜間警備に志願した。エミルと同じように体が徐々に屍鋼に覆われており、右腕は手を除いて全体的に覆われている描写がされている。その後3号機ギュールズのLIMとなった。パートナーはミナシ。実は、「躯」の側にいた少女＝ツグミの双子の妹であり、ツグミ、ミナシと共に読島から躯を東京に持ち込み無明領域を作った張本人の一人だが、無明領域からアカシらを逃す際にすべての記憶を失った。
波戸 イワト（なみと イワト）
声 - 前野智昭、佐藤利奈（幼少期）
アカシの友人で古くからの付き合い。アカシと同じくガルグイユ選抜前は九久ノ智学園の2年生でヴェスパイロットとしてアカシと競い合っていた。一見おちゃらけているが、人当たりはよく陽気。アージェントに乗るアカシのことを気にしている。何かとライカといることが多く、無人島訓練でもライカと共に行動していた。無明領域突入任務終了後は、エミルの死を知り、自分自身も落ち込む中、憤るライカのスパーリングに付き合ったり、マアムのことを気づかったりと、周りに気を配っていた。パートナーはライカ。
霞 ライカ（かすみ ライカ）
声 - 矢作紗友里
ガルグイユのパイロット選抜前からイクス社所属のヴェスのテストパイロットとして活動していた。かなり強気な性格で、上官にも食ってかかるほど。アージェントに乗れない自分に不満を持っているが、アージェントを気味悪くも思っている。無人島訓練ではイワトと共に行動した。無明領域突入任務終了後にエミルの死を知るも、納得が行かず憤り、イワト相手に片手でスパーリングをして怒りをぶつけていた。マヴェス試作2号機が完成したことを聞き、テストパイロットに志願し搭乗するも、起動した途端に精神負荷に耐え切れず、結局パイロットになることは無かった。パートナーはイワト。
真木 ミナシ（まき ミナシ）
声 - 柿原徹也、津田美波（幼少期）
邪気がなく、子供のように仲間と接する。ライカからは「小学生」と評されるくらい明るく、チームのムードメーカー的存在。よくササメを気にかけており、ササメの場所が何となくでわかってしまうほど。無人島訓練ではササメと共に仲間たちを呼び（共鳴現象によるもの）合流した。無明領域突入任務終了後はエミルの死で落ち込むササメを励ますも、ミナシ自身、エミルの死に納得しておらず、エミルを探すヘイトと共に研究所に忍び込むが、ここで助けを求めるエミルの声を聞くことになる。記憶の同調時など本来は何らかの精神的嫌悪が来るはずであるが、彼に限ってそれは起こらず平然となっており、他の仲間が知らない過去の情景など一連の事情を知っている不気味な節がある。パートナーはササメ。実は、読島から躯を東京に持ち込み無明領域を作った張本人の一人で、ササメと異なり、その記憶を保持している。
弓月 マアム（ゆづき マアム）
声 - 福圓美里
根暗で地味な少女。チーム選抜前は九久ノ智学園の学生1年。自分をいじめた相手を悲惨な目に合わせるという内容の小説を書いている。見た目通りの非力であり、ヴェスの操作技術、身体能力など1番低い（ササメの訓練描写が無いので、1番かは不明）。無人島訓練も全員と合流するまで、誰とも合流できなかった。無明領域突入任務終了後は、エミルの死が、自分が書いた小説と同じようになってしまったため、自分を責めてしまう。夜間警備でも自信の無さから、「躯」が出現しても、まともに動けなくなってしまう。物語中盤までは誰とも共信できずパートナーは不在だったが、第14話にて屍鋼化の進むヘイトに代わりセーヴルへの搭乗テスト（＝エミルとの共信）を行う。最初の搭乗ではエミルを見捨てたという思いから自ら創りだした恐怖に汚染され、意識を失いテストは失敗に終わる。しかし記憶にない昔の日記の一文をきっかけに再び搭乗テストに挑み、そこでまた恐怖のイメージに取り憑かれるも10年前の記憶が蘇り、かつてエミルと出会っていたこと、そして先の一文は当時のエミルが書き加えた物であり彼女も自分と同じ孤独を抱えていたことを理解し起動に成功する。マヴェスパイロットとなってからもドジで臆病な根の部分は変わらず他のメンバーの足を引っ張ることもあったが、最終決戦ではガルグイユ唯一のマヴェスパイロットとして自ら躯を誘い出す囮役に志願し、傷だらけになりながらもその役目を全うする等、著しい成長を果たした。
伊削 ヘイト（いさく ヘイト）
声 - 村瀬歩、種田梨沙（幼少期）
過去に家族を皆殺しにしている。アージェントに乗り込むが、幼い姿の自身がイマシメ化するような描写が頭をかすめ、アージェントが制御不能になり受け入れられなかった。無人島訓練にて、他の仲間より先に無人島に潜伏していた。そこで、仲間たち全員と初めて合流し、恐怖が足りないと言ってアカシをナイフで切りつけるが、途端に興味を無くし、森に戻ってしまう。その夜にエミルのイマシメ化を知り、パートナーということもあってエミルに親しく接するようになる（とは言葉だけで、単にエミルの恐怖を煽っていた）。無明領域突入任務では、身体に異変が起きるエミルに「アカシがおまえを殺しに来た」と嘘で煽り、暴走状態を引き起こした。その後エミルの死を知るも、「俺の恐怖（エミル）が死ぬはずがない」とエミルの死に納得しておらず、ミナシと共に研究所に潜入するも捕縛された。その後夏入の策略によりアージェントをもとに建造されたマヴェス2号機「SABLE（セーヴル）」を起動することとなり、パイロットとなった。データレコーダー回収任務の際に、精神汚染の影響で幼少の頃の記憶がフラッシュバックしてしまい、その場から動けなくなり、無明領域に取り残され、救出されたが40％屍鋼化してしまった。

### イクス
阿倉 カサネ（あぐら カサネ）
声 - 前田愛
研究員。アカシの兄・アオシの恋人だった。アカシの世話も焼いており、夏入の強引な手法に反発する。
アカシたち子供が過酷な運命を背負うことに抵抗を感じており、飲み屋では、酔った勢いで、その思いを吐露していた。
データレコーダー回収任務の後に、アカシから冷たい態度を取られてしまう。その後、深夜のアージェント格納庫に隣接する研究室で溜め込んでいた思いをアカシにぶつけ、和解した。アオシがLIMとなり、アージェントに搭載された後一度搭乗してみたものの、受け入れられなかったことをアカシに告白している。後にアカシは、これを愛する人を守るために載せなかったとカサネに推測している。
夏入 サダミ（なついり サダミ）
声 - 飛田展男
主任研究員。立場の上下を問わず不遜な態度を取り続けているが、特に問題視はされていない。甘党で棒付きキャンディを常食している。
チームガルグイユの隊員1人1人の精神状態をモニタリングしているにも関わらず、それを無視した無茶な指示を出すなど、隊員たちよりも、戦果・結果を重視しており、カサネからの反発を買っているが物ともしていない。アカシにデータレコーダーのデータを見せたり、ヘイトをけしかけたりするなどして、自分の思い通りにしようとする節がある。その自信通りな一例として、政府高官に対する交渉においても物おじせず逆に言いくるめている。
読島に伝わる歌を知っているのか、それを口ずさんでいるところがある。
贄川（にえがわ）教官
声 - 高岡瓶々
ガルグイユの指導を担当していたが、夜間の散策中にイマシメに殺される。勘に頼る、女性にセクハラまがいの言動を取るなど、古い男女観を持っていた。
学園長
声 - 広田みのる
イクス直営である九久ノ智学園の学園長。温和な性格で教官の死後、ガルグイユの指導を引き継ぐが、ガルグイユメンバーを呼びだし集合場所に向かう途中の夕暮れの裏路地で、贄川と同じく缶を蹴るイマシメに殺される。
CEO(妹尾)
声 - 辻親八
イクス運営の上層部。イクスおよびガルグイユと政府に対する交渉役でもあるが、事実上夏入がガルグイユの実権を握っているため翻弄されている。過去に読島の焼き討ちに参加していた経緯があり、読島の人間が変異したと思われるハサミのイマシメがイクスを襲撃した際に焼き殺される。

### その他
鷺沼 アオシ（さぎぬま アオシ）
声 - 檜山修之
アカシの兄。幼いころから両親に期待されるほどの有能さを発揮していたが、アカシからは疎まれる対象となっていた。19歳で採用が難関な無明領域の調査員に採用されるも、両親が何らかの事故に遭って死亡した際は、アカシのことを守る意思を固めていた。阿倉カサネとは深い恋仲であった。調査員としても優秀であったが、無明領域調査中に搭乗していた対無明領域の防護機能を備えたヴェスの試験機「シロガネ」だけを残し、行方不明になっていた（各関係者には死亡という形で告知されていた）。アカシがシロガネのレコーダーを持ち帰った後、夏入からシバガネに浸食されつつも彼の元に戻ってきており、マヴェスのLIMの素体となることを自ら承諾し、アージェントのLIMとして搭載されていたことがアカシに説明される。
須崎（すざき）
声 - 井上麻里奈
政府から内偵のためにイクスへ派遣されてきた自衛官。カサネとは学生時代からの友人で、愛称は「スーザン」。アカシたちチーム・ガルグイユには否定的ながらも心配している。
田崎（たざき）
　声 - 千菅春香
ガルグイユでのオペレーター担当で、無明領域の前線に携わる数少ない関係者の一人。
謎の少女（ツグミ）
声 - 小岩井ことり
ササメの双子の姉。躯の傍らに寄り添う少女。双子のためササメとよく似ている。ササメ、ミナシと同様、読島出身。10年前に読島から躯を東京に持ち込んだ一人。10年前にアカシがした「ずっといっしょにいる」という約束を信じ、一人で無明領域で生活している。アカシら「神隠しの子供」がミナシを除き記憶を失っていることを知らず、自分が見捨てられたと思い込み、恨みを募らせていた。
オババ
声 - 儀武ゆう子
読島を統括する当主と思われる老女。イクスからの焼き討ちを恨みに込め、復活させた躯を率いてイクス関連施設の襲撃を指示する。
真木 ミメイ
声 - 佐藤利奈
ミナシの姉。夏入を利用して自分の目的を果たそうとするが、夏入の非人道的実験を目の当たりにして止めようとする。しかし、マヴェス・プロトタイプのLIMにされたうえ、技術不足により死亡してしまう。
躯（ムクロ）
声 - 千菅春香
「#躯」を参照。

## 用語
無明領域（むみょうりょういき）
10年前に東京に出現した直径数十kmの黑色の空間。出現理由、科学的法則については全く不明。その内部では、あらゆる物質は生物、非生物の別を問わず、黑い金属結晶体「屍鋼」と化す。また無明領域の影響下では、強度の幻覚、意識の混濁や記憶の混乱の症状が現れ、最終的には自我の喪失に至るとされる。発生初期における無明領域の拡大速度自体は比較的緩やかであり、避難対応が可能であったことから、当時の東京での在人口に比して人的被害は少なかった。しかし行方不明者50万人超、東京都近隣県からの避難を含む最終的な総被災人数においては4000万人を超え、首都機能を破壊された日本国は政治および経済活動に甚大な被害を受けることとなった。これにより日本は現在経済的先進国の立場を失っている。
日本および世界各国各機関により幾度もの侵入調査が行われるも、その毎に人的被害を出してしまう結果となり、特殊改造されたヴェスによる第6次調査を最後に、現在さらなる侵入調査は行われていない。現在、目に見える無明領域外縁から更に数キロの緩衝地帯を経て、厳重に立ち入りは禁止されている。第零種特殊災害認定地域。
九ノ樹（ここのき）
無明領域内に自生する白い木。白やオレンジ色の燐光を発する。この木の周辺では無明領域の精神侵食の影響から逃れることができる。その効果は木の本体だけではなく、枝・実・葉といった一部だけでも有効である（ただし時間制限がある）。もともとはふつうの樹木であるが、2本の幹が絡み合い、リンカーの共振同様に無明領域に対抗したもの。無明領域外では一定時間後枯死する。
屍鋼（シバガネ）
無明領域内、およびその影響下に於いて、未知の力場現象により生物、無生物を問わずその構成物質が変成し生成される金属結晶様の物質。採取された標本に接触した生物の構成物質もまた同様の金属結晶に変性する例が確認されており、何らかの経路による感染力があるものと思われる。
生物に感染した場合、感染部位から精神的な感覚が鋭敏になる。この感覚がLIMを作るための理論の一つであった。
イマシメ
無明領域の近辺等で稀に出現する、謎の活動体。形状、大きさは様々で、全体が屍鋼で出来ている金属結晶の集合体という共通点がある。無明領域出現時の犠牲者たちの怨念が生んでいるという説があるが、真相は定かではない。目撃される範囲が徐々に広がっており、無明領域の影響範囲の拡大の可能性が示唆されている。
基本的に無明領域外では夜間に活動するが、イマシメの探知技術が発達していないため直接視認しなければならない。
退治する場合、急所とされるどこかに存在する赤いコアの部分に特殊な杭「通称ペネトレーター」で打ちこむことで活動を停止させられる。その杭は一個2000万円相当であるためなるべく無駄打ちせず確実に打つことが求められる。それ以外の攻撃では再生が早く、絶えず攻撃しなければコアを露出できない場合もある。
イマシメ捕獲後の調査で人間の筋組織が見られたことからシバガネに取り込まれたのか、あるいはイマシメとして変質したのか、とにかく人間がベースとなっている部分が噂されている。
ガルグイユは数回の接触でイマシメの行動原理が、おそらく変化した人間の記憶の残滓によるものだと推測し、家族のペンダントに反応する者や、缶蹴りで遊びたがっていた者と推測されるイマシメの行動も確認されている。
なお、生者からも負の感情によってイマシメを生み出すとされており、無明領域調査のために近づいたエミルや、シロガネのレコーダーの調査に一度向かったアカシからそれらしきイマシメが出現している。アカシにおいては自身の負の感情を払拭したため2度目の再生を防ぎ撃破している。
躯（ムクロ）
無明領域の番人という異名を持つ、謎の大型活動体。他に観測されるイマシメ個体群より複雑な形態を持ち、目撃例も僅かである。また、目撃時に、ムクロが発生源と思われる「唄」を耳にしてしまった者は、9日以内に死ぬ運命であると噂されている。
何らかの条件によって光を放つ平たい紙状の物質をバラまき、これを吸い込むと体内でシバガネが浸食してしまうといわれる。
通常のイマシメにある鉱物上のコアとは異なり、顔とおもしき部分にあるものが赤い球体となっている。アカシが躯を滅多打ちにしている際に現れた謎の少女が、躯の大部分を接触で解放したかのような現象により屍鋼のような光る粒子が無明領域より外にも拡散し、コアだけが残る状態に至っている。その結果、飛び散った粒子により無明領域外からも屍鋼に浸食される事態となる。
元は読島に核が保管されており、読島が襲撃を受けた折、イクス関連施設へ恨みをかえすために無明石と呼ばれる鉱石を入れ込んだことで復活。思考が読めるツグミにササメ、ミナシ一行に同行させ東京へ進行していく中徐々に成長していき、無明領域を生成する媒体となる。
復興支援企業体イクス
川田原市九字町に本部を構える合同企業体。無明領域災害により深刻な打撃を受けた日本の産業と経済の復興を主目的に、多数の企業が参画した連結大型企業。製造業を主に、その事業内容は多岐に及ぶ。
川田原市・九字町
無明領域災害からの大量の避難者を受け入れるために作られた団地群を要する地方都市。最近では無明領域の拡大の不安から、より遠くへの避難が進み、過疎化の傾向にある。イクスの本社および主要部門社屋や研究施設等が存在し、産業の多くをイクス関連が占めている、いわゆる企業城下町。なお、神奈川県小田原市にある早川駅が実名で登場している。
九久ノ智学園
企業体イクスが直営する中高一貫教育学校。当初は避難団地群の大量の人口増加による生徒を受け入れるための学園だったが、今では無明領域災害により打撃を受けた日本の経済復興のための人材育成を主眼として運営されており、各種重機の操縦者、科学者、技術者等の育成科目が充実している。
躯が川田原市に接近した折、市民の移住とともに生徒が減少している。
ガルグイユ
無明領域特別調査隊パイロット養成コース・チーム。無明領域への新規侵入探査隊の結成のためにイクス開発部主導で新設されたスタッフ育成プログラムとその参加者。その内、パイロット育成コースは無明領域への調査のために作られた特殊型ヴェスの操縦訓練および、無明領域内での各種調査活動についての各種学習カリキュラムからなる。パイロット候補者は立場上学生として寮住まい、かつ専用施設で学習を受けることとなり、その第一期生は「ガルグイユ」のチームコードで呼ばれる。
ヴェス(Vess)
汎用多腕重機というカテゴリの半人型ロボット。イクス社が開発および販売を行い世間に広まる。その結果、上記カテゴリを指す用語としても定着している。
様々な作業に用いる二つの腕型マニピュレーターを備え、走行用車輪を搭載した前脚2つに姿勢制御のための後脚1つで構成されている。
九久ノ智学園でも運用がされており、在籍する学生もパイロット候補として搭乗している。
ガルグイユにはT型（Trainer）が調査訓練・対イマシメ装備試験用として改造され配備されている。
マヴェス(MA-Vess)
ガルグイユの無明領域調査目的で配備、運用を目指し開発されている極限環境作業用ヴェスの名称。無明領域で起こりうる異常現象に対して耐えうるように設計されている。
マヴェスには死者がまとわりつくなど不穏なうわさから、別称「死神」とも呼ばれる。
繭のような形のコクーン、ヴェスのような半人型三脚のヴェス、完全人型のマヴェスの3種の形態を持つ。
無明領域の特に懸念要素となる精神浸食に対抗するシステムとして、リンカー・インターフェイス・モジュール（LIM）と呼ばれるシステムを搭載しており、搭乗者と機体を結びつけるが、これがもとか搭乗できる機体とパイロットを一致させる必要があり、搭乗時にパイロットに生理的嫌悪と言う形で多大な精神負荷をかける。機体側も状況によっては自律行動をとることがあり、パイロット側の制御が利かなくなる。LIMのある条件で「共振」と呼ばれる現象が発生する。その際機体が青く発光する現象が起こり、機体の機能が飛躍的に向上する。最高レベルでは白銀の如く白く発光し、躯とほぼ同等の圧倒的瞬発力を発揮できる。ただし、怒りに身を任せパイロット側が逆にパートナー側を上回るような接続を行ったりすると赤く染まる状態となり、ミナシによれば元に戻れなくなるといわれている。
LIMを構成するハードウェアの大原則として、屍鋼に浸食された人間をベースに、浸食された肉体のままマヴェス内部に格納して、それをシステムとするものであった。また、絶対条件として、LIM化を本人が望むことによって機能する。ちょうどパイロットと背中合わせの形になるように配置されている。
イクス関連施設で保管されていた1号機「アージェント」、エミル喪失から躯によるイクス襲撃後にアージェントをベースに開発された2号機「セーヴル」、アカシが3度目の無明領域侵入後の躯との交戦で支援してきた躯特化型3号機の「ギュールズ」が存在する。パイロットはそれぞれアカシ、ヘイト、ミナシが務める。ただし、ヘイトが己の望んでいた内なる恐怖を見つけた後高揚状態に陥ったため、夏入の言う同調とは別の「相性」を提示し新たなるパイロットとしてマァムに乗るように指示。当初はうまくいかなかったものの紆余曲折を経てLIMとなっているエミルに受け入れられ担当するようになる。
LIMの素体は、アージェントがアオシとなっている。セーヴルに関しては、アカシがLIMの真実を知る時点ではエミルが搭載されていると推測されており、アカシが2度目の無明領域突入後のセーヴル接触で存在を直に感じていた。ギュールズはミナシの説得で死ぬ前にアカシを守ることを決めたササメが自らLIM化を望んだことが、思考共有を通じてアカシに伝えられる。なお、これらは色名で名付けられている（それぞれ銀、黒、赤）。
マヴェスのプロトタイプとして「シロガネ」が存在していた。マヴェス同様に精神浸食に対するシステムは搭載されていたが、夏入によればLIMに比べれば不完全といったものであったと言う。アオシがパイロットを務め無明領域を調査していたが、その任務中に破損。後にシロガネが破損場所付近に残したレコーダーを探しに来たアカシの記憶に、躯と接触して破損したことが流れ込んできて判明する。
読島（ヨミジマ）
ササメ、ミナシ、ツグミの出身地で、躯の核が保管されていた島。3人が幼少の時代にイクス関係者に村を焼き討ちにされている。
無明石が祭られていた離島であり、石の影響で一般的な方法で島民以外から認知されないようになっていた。そのため文化レベルが若干遅れている。
島民は思考共有による意思疎通ができるもので溢れているが、ミメイによれば子供が少なく、遠くない未来の内に血族が途切れると予感されていた。また、島は九々ノ樹が各所に花を咲かせていたが、無明石が外部に移動したためかガルグイユのメンバーが来島した時にはどれも枯れつくしていた。死の間際まで残った島民が集った「聖域」と呼ばれる巨大な九々ノ樹があり、島民の記憶が残されていた。
ミメイの案内で夏入が島の事を知った後、彼の研究施設が造られたが、これが証拠隠滅のための焼き討ちの原因となる。
チームガルグイユが九々ノ樹の事を知るために無明領域にのまれ始めた厚木基地に緊急着陸後に放置されていたティルトローター機で来島したが、シバガネに汚染されていたティルトローター機に島中の恨み辛みが呼応し新たな無明領域を作ってしまい、最終的に島が闇で覆い尽くされることになる。

## スタッフ
- 原作 - 佐藤順一、岡田麿里、サテライト、創通、バンダイナムコゲームス、マッグガーデン
- 原案 - 「Mortal Metal 屍鋼」漫画：貞松龍壱（マッグガーデン刊）
- 監督 - 佐藤順一
- シリーズ構成 - 岡田麿里
- キャラクター原案 - オニグンソウ
- アニメーションキャラクターデザイン - 井上英紀
- メカニックデザイン - 河森正治、ブリュネ・スタニスラス、宮崎真一、渭原敏明、鈴木雅久、川原智弘
- プロップデザイン - 沖田宮奈、秋篠Denforword日和
- メカ作画監督 - 渭原敏明
- SF設定 - 宮崎真一
- 美術設定 - 古宮陽子、湖山真奈美、吉崎正樹、末武康光、桑原悟（第14話-）
- 美術監督 - 古宮陽子
- 色彩設計 - 谷本千絵
- CGディレクター - 森野浩典
- 撮影監督 - 本間綾子
- 編集 - 坪根健太郎
- 音響監督 - 濱野高年
- 音楽 - サキタハヂメ
- 音楽制作 - フライングドッグ
- 音楽プロデューサー - 福田正夫、佐藤正和（第1-14話）→西辺誠（第15話-）
- チーフプロデューサー - 武藤誉、後藤能孝、岩本昌子
- プロデューサー - 松村俊輔、塚中健介、山村昌平、吉田健人
- アニメーションプロデューサー - 金子文雄
- アニメーション制作 - サテライト、C2C
- 製作 - M3プロジェクト

## 主題歌
オープニングテーマ
「Re:REMEMBER」（第1話 - 第13話）
作詞 - 藤林聖子 / 作曲・編曲 - NAOKI-T / 歌 - May'n
「レプリカ」（第14話 - 第23話）
作詞・歌 - 坂本真綾 / 作曲・編曲 - 内澤崇仁 / ストリングス編曲 - 内澤崇仁、石塚徹
第24話ではエンディングテーマとして使用。

エンディングテーマ
「ego-izm」（第1話 - 第13話）
作詞・作曲・編曲・歌・演奏 - la la larks / ストリングス編曲 - 江口亮、石塚徹
「SABLE」（第14話 - 第23話）
作詞・歌 - ナノ / 作曲・編曲 - WEST GROUND

挿入歌
「躯ノ歌」（第1話、第2話、第4話、第8話、第9話、第10話、第12話、第13話、第16話、第23話）
作詞 - 岡田麿里 / 作曲 - サキタハヂメ
「誰がために」（第17話）
作詞 - 藤林聖子 / 作曲・編曲 - NAOKI-T / 歌 - May'n

## 各話リスト
| 話数       | サブタイトル     | 脚本       | 絵コンテ       | 演出              | 作画監督                                             | 総作画監督        |
| ---------- | ---------------- | ---------- | -------------- | ----------------- | ---------------------------------------------------- | ----------------- |
| 第一話     | 降星ノ夜         | 岡田麿里   | 佐藤順一       | 安田賢司          | 畑智司、大河内忍 坂本俊太                            | 井上英紀          |
| 第二話     | 死神ニ抱カレ     | 岡田麿里   | 安田賢司       | 安田賢司 前園文夫 | 塩川貴史、森悦史 竹田欣弘、陣内美帆 石田啓一、舘崎大 | 田中紀衣          |
| 第三話     | 過去ノ綻ビ       | 大西信介   | 安田賢司       | 重原克也          | 森田実、山村俊了 小澤円、小田真弓                    | 今西亨            |
| 第四話     | 混ゼルナ危険     | 鴨志田一   | 田所修         | 若野哲也          | 田中紀衣                                             | 田中紀衣          |
| 第五話     | 己虚シク         | 岡田麿里   | ヤマトナオミチ | ヤマトナオミチ    | 塩川貴史、大河内忍 坂本俊太、畑智司                  | 井上英紀          |
| 第六話     | キエ逝ク恐怖     | 小柳啓伍   | 下田正美       | いわもとやすお    | 横山沙弓、芳賀亮 河井淳、斎藤温子 鈴木光             | 田中紀衣          |
| 第七話     | 孤独ノ采配       | 大西信介   | 伊藤達文       | 伊藤達文          | いとうまりこ                                         | 今西亨            |
| 第八話     | 無謀禁域         | 鴨志田一   | 安田賢司       | 齊藤徳明          | 島田英明、小田武士 KIM HYUNOK                        | 田中紀衣          |
| 第九話     | 蒼キ鋼心         | 小柳啓伍   | 田所修         | 清水一伸          | 畑智司、大河内忍 坂本俊太、塩川貴史                  | 井上英紀          |
| 第十話     | 君ノ歌           | 大西信介   | 下田正美       | 千葉大輔          | 横山紗弓、芳賀亮 YOO HYUNJIN                         | 田中紀衣          |
| 第十一話   | 赤ノ慟刻         | 岡田麿里   | ヤマトナオミチ | ヤマトナオミチ    | 藤本さとる、前澤弘美 松本弘                          | 今西亨            |
| 第十二話   | 二人ヲ繋グモノ   | 和場明子   | 佐藤順一       | いわもとやすお    | 鈴木光、福永純一                                     | 田中紀衣          |
| 第十三話   | 獣ノ咆哮         | 小林英造   | 安田賢司       | 筑紫大介          | 大河内忍、坂本俊太 塩川貴史、畑智司                  | 井上英紀          |
| 第十四話   | 思ヒ残シノオト   | 大西信介   | 西澤晋         | 神原敏昭          | キムゼヒョン、芳賀亮 津熊健徳                        | 田中紀衣          |
| 第十五話   | 未明ノ欠心       | 岡田麿里   | 伊藤達文       | 伊藤達文          | いとうまりこ                                         | いとうまりこ      |
| 第十六話   | 一緒ノ約束       | 大河内一楼 | 若野哲也       | 若野哲也          | 西野文那                                             | 田中紀衣          |
| 第十七話   | 無明ノ光         | 小柳啓伍   | 佐藤順一       | 矢吹勉            | 横山紗弓                                             | 田中紀衣 飯島弘也 |
| 第十八話   | 読島ノ真実       | 鴨志田一   | 西澤晋         | 清水一伸          | 畑智司、坂本俊太 大河内忍、福士真由美 塩川貴史       | 井上英紀 今西亨   |
| 第十九話   | 黒キ入日         | 大西信介   | 下田正美       | 千葉大輔          | 河井淳、Kim Myoung Sim                               | 田中紀衣 今西亨   |
| 第二十話   | 愛ノ重音         | 和場明子   | 西澤晋         | いわもとやすお    | 西野文那                                             | 田中紀衣          |
| 第二十一話 | 終焉ノ産声ニ君ハ | 鴨志田一   | 斎藤徳明       | 筑紫大介          | 福士真由美、大河内忍 塩川貴史、坂本俊太 畑智司       | 清水貴子          |
| 第二十二話 | 光、ソシテ光     | 小林英造   | 西澤晋         | 神原敏昭          | 斉藤温子、横山紗弓 河野絵美                          | 今西亨            |
| 第二十三話 | 最強ノ証         | 岡田麿里   | 佐藤順一       | 若野哲也          | 田中紀衣、西野文那                                   | 田中紀衣          |
| 第二十四話 | 原罪、カコミライ | 岡田麿里   | 佐藤順一       | 伊藤達文          | 坂本俊太、畑智司 塩川貴史、大河内忍 福士真由美       | 井上英紀          |

## 放送局
| 放送地域 | 放送局             | 放送期間                 | 放送日時                     | 放送系列       | 備考                                                               |
| -------- | ------------------ | ------------------------ | ---------------------------- | -------------- | ------------------------------------------------------------------ |
| 東京都   | TOKYO MX           | 2014年4月22日 - 9月30日  | 火曜 1:35 - 2:05（月曜深夜） | 独立局         |                                                                    |
| 京都府   | KBS京都            | 2014年4月22日 - 9月30日  | 火曜 1:35 - 2:05（月曜深夜） | 独立局         |                                                                    |
| 兵庫県   | サンテレビ         | 2014年4月22日 - 9月30日  | 火曜 2:00 - 2:30（月曜深夜） | 独立局         |                                                                    |
| 愛知県   | テレビ愛知         | 2014年4月22日 - 9月30日  | 火曜 2:35 - 3:05（月曜深夜） | テレビ東京系列 |                                                                    |
| 日本全域 | バンダイチャンネル | 2014年4月22日 - 9月30日  | 火曜 12:00 更新              | ネット配信     |                                                                    |
| 日本全域 | ニコニコチャンネル | 2014年4月22日 - 9月30日  | 火曜 12:00 更新              | ネット配信     |                                                                    |
| 日本全域 | dアニメストア      | 2014年4月22日 - 9月30日  | 火曜 12:00 更新              | ネット配信     | 見放題サービス利用者は全話見放題                                   |
| 日本全域 | ニコニコ生放送     | 2014年4月22日 - 9月30日  | 火曜 23:00 - 23:30           | ネット配信     | [ 注 4 ]                                                           |
| 北海道   | テレビ北海道       | 2014年4月25日 - 10月3日  | 金曜 2:30 - 3:00（木曜深夜） | テレビ東京系列 |                                                                    |
| 福岡県   | TVQ九州放送        | 2014年4月25日 - 10月3日  | 金曜 3:30 - 4:00（木曜深夜） | テレビ東京系列 |                                                                    |
| 日本全域 | AT-X               | 2014年5月10日 - 10月18日 | 土曜 19:30 - 20:00           | CS放送         | リピート放送あり                                                   |
| 熊本県   | 熊本放送           | 2014年5月26日 - 11月23日 | 月曜 1:50 - 2:20（日曜深夜） | TBS系列        |                                                                    |
| 日本全域 | BSフジ             | 2014年7月27日            | 日曜 2:00 - 2:30（土曜深夜） | BS放送         | 第一話 - 第十三話の特別総集編                                      |
| 日本全域 | BSフジ             | 2014年8月2日 - 10月5日   | 日曜 1:30 - 2:00（土曜深夜） | BS放送         | 第十四話 - 第二十三話 最終話は月曜 0:30 - 1:00（日曜深夜）に放送。 |

## BD-BOX / DVD-BOX
当初は2014年8月から単巻（全8巻、各巻3話収録）が毎月リリースされる予定だったが商品クオリティに万全を配するなどの理由で延期され、後に発売方法をBOXタイプ（全2巻）に変更した。
| 巻 | 発売日        | 収録話          | 規格品番  | 規格品番  |
| 巻 | 発売日        | 収録話          | BD        | DVD       |
| -- | ------------- | --------------- | --------- | --------- |
| 1  | 2014年11月5日 | 第1話 - 第12話  | BIXA-9423 | BIBA-9433 |
| 2  | 2015年2月3日  | 第13話 - 第24話 | BIXA-9424 | BIBA-9434 |

## 漫画
『月刊コミックブレイド』（マッグガーデン）2014年6月号より9月号まで連載され、同誌の休刊により『月刊コミックガーデン』（同社）に移籍し2014年10月号（創刊号）より継続連載された。単行本は全2巻。漫画は港川一臣、監修はサテライトがそれぞれ担当。なお、同誌では2011年11月号から2013年4月号にかけ、原案を佐藤順一、メインメカニックデザインを河森正治、制作協力をサテライト、作画を貞松龍壱がそれぞれ担当した『Mortal METAL 屍鋼 (Shibagane)』
という作品が連載されていた（同全2巻）が、『M3』は『屍鋼』が「オニグンソウ先生のキャラクター原案と共に新たな物語として帰ってくる!!!」（次号予告の解説文抜粋）という位置づけになっており、アニメのオープニングでも『屍鋼』が原案と明記されている。

## Webラジオ
『M3〜ソノ黒キラジオ〜』のタイトルで2014年4月24日から10月9日まで音泉にて配信された。毎週木曜日更新。出演は矢作紗友里（霞ライカ 役）、福圓美里（弓月マアム 役）。
ゲスト
- 第3・20回 - 松岡禎丞（鷺沼アカシ 役）
- 第6回 - 日笠陽子（破先エミル 役）
- 第8・21回 - 村瀬歩（伊削ヘイト 役）
- 第10回 - 前野智昭（波戸イワト 役）
- 第12回 - 佐藤順一（監督）
- 第15回 - 小岩井ことり（出羽ササメ 役）
- 第18回 - 前田愛（阿倉カサネ 役）
- 第23回 - 井上麻里奈（須崎 役）
- 第25回 - 柿原徹也（真木ミナシ 役）

## 公開コメンタリー
毎週金曜20時30分ごろ、東京・阿佐ヶ谷のカフェ「SHIROBACO」で儀武ゆう子司会の下、関係スタッフを招いてのトークが行われていた。
最新放送話のコメンタリーに加えて、次回話も先行配信された。
トークおよびコメンタリーはニコニコ生放送でもライブ配信および翌週月曜日までオンデマンド配信されていた。
ゲスト一覧
- 佐藤順一
- 安田賢司
- 金子文雄
- 松岡禎丞
- 村瀬歩
- サキタハヂメ
- 佐藤恭野
- 前田愛
- 日笠陽子
- 小岩井ことり
- オニグンソウ
- 宮崎真一
- 大河内一楼
- 井上英紀
- 飛田展男
- 檜山修之
- 前野智昭
- 千菅春香

## ゲーム
M3〜ソノ黒キ鋼〜///MISSION MEMENTO MORI
PlayStation Vita、PlayStation 4用ソフトとして、2014年11月20日に発売。ジャンルはソノ黒キ群像アドベンチャー。
メインキャラクターとなる8人の視点を選択して進むザッピングストーリーとなっており、途中でシミュレーション形式のバトルパートを挟む。時折現れる感情の選択肢によって思考同調率が変化し、バトルパートでの仲間との連携が変化する。マヴェス4号機「ヴァート」もゲームオリジナルとして登場する。